# Loral
Loral (HBC 291) is een Amerikaanse hopvariëteit, ontwikkeld door de Hop Breeding Company en geïntroduceerd in 2016. Deze variëteit wordt beschouwd als een "dubbeldoelhop", wat betekent dat hij bij het brouwen van bier zowel vanwege zijn aromatische als bittere eigenschappen wordt gebruikt. Loral is het resultaat van een kruising tussen de hopsoort Glacier en een mannelijke afstammeling van Nugget. Voor aroma en smaak wordt deze hop meestal aan het einde van het kookproces of tijdens het dry-hoppen toegevoegd.

## Kenmerken
- Alfazuur: 10,0 – 12,0%
- Bètazuur: 4,5 – 5,5%
- Eigenschappen: Bloemig, citrus, donker fruit, peperig.